# Ben Rappaport
Bennett Eli (Ben) Rappaport (Huntsville (Texas), 23 maart 1986) is een Amerikaans acteur. Hij speelde de rol van Todd Dempsy, een manager van een callcenter in India, in de comedyserie Outsourced (2010-2011).

## Biografie
Rappaport komt uit een joods gezin. Als kind schilderde hij en speelde hij gitaar. Op vijftienjarige leeftijd raakte hij geïnteresseerd in acteren na het zien van een uitvoering van Romeo en Julia. Hij ging naar de Juilliard School in New York.

## Tv Series
| Jaar      | Titel          | Rol          |
| --------- | -------------- | ------------ |
| 2018-2019 | For the People | Seth Oliver  |
| 2015-2019 | Mr. Robot      | Ollie Parker |
| 2013-2015 | The Good Wife  | Carey Zepps  |
| 2010-2011 | Outsourced     | Todd Dempsy  |